# Gostinea, Loveci
Gostinea (în bulgară Гостиня) este un sat în comuna Loveci, regiunea Loveci,  Bulgaria. 

## Demografie
Componența etnică a satului Gostinea
     Bulgari (97,48%)
     Nicio identificare (2,51%)
     Altele (0%)
La recensământul din 2011, populația satului Gostinea era de 159 locuitori. Din punct de vedere etnic, majoritatea locuitorilor (97,48%) erau bulgari. Pentru 2,51% din locuitori nu este cunoscută apartenența etnică.